# ウィズダム (辞典)
ウィズダム（英: The Wisdom）は、三省堂が発行している英和辞典と和英辞典のシリーズ名。

## 概要
大正11年発売の『袖珍コンサイス英和辞典』から長い歴史を誇るコンサイスシリーズを発刊している三省堂が、独自にコーパスを構築し編纂された新しい英和、和英辞典のシリーズである。2003年の『ウィズダム英和辞典』は、日本において本格的にコーパス言語学の手法を全面的に取り入れて編纂された最初の英和辞書であるとされている。
第二版の改訂と和英辞典の刊行に伴い、ウェブ上で使えるデュアル・ディクショナリーでのサービスが開始された。書籍版の購入者がウェブで登録することで使用可能となる。
オフラインの電子辞書としては2007年3月に発売されたエルゴソフトのegword Universal 2およびegbridge Universal 2にバンドル（電子辞典ビューアを使用）されたが、エルゴソフトのパッケージソフト撤退により翌年1月に販売終了している。
2008年7月5日には「ウィズダム英和辞典 第2版」と「ウィズダム和英辞典」を収録した「ウィズダム英和・和英辞典」が、2012年12月18日には「ウィズダム英和辞典 第3版」と「ウィズダム和英辞典 第2版」を収録した「ウィズダム英和・和英辞典 2」がリリースされた。いずれも物書堂（エルゴソフトの元スタッフが設立）によりiOS向けに販売されている。
OS X Mountain Lion以降およびiOS 5以降の辞書アプリケーションにウィズダム英和・和英辞典が標準でインストールされている。

## 主なシリーズ一覧

### 英和辞典
- ウィズダム英和辞典
  - 初版 - 2003年1月発行。
  - 第二版 - 2007年1月発行。収録語数約90,000。ISBN 4-385-10569-3
  - 第三版 - 2012年11月発行。収録語数約102,000。ISBN 978-4-385-10573-4
  - 第四版 - 2018年11月発行。収録語数約104,000。ISBN 978-4-385-10592-5

### 和英辞典
- ウィズダム和英辞典
  - 初版 - 2007年1月発行。 収録語数約88,000。ISBN 4-385-10596-0
  - 第二版 - 2012年11月発行。収録語数約84,000。ISBN 978-4-385-10598-7
  - 第三版 - 2018年11月発行。収録語数約92,000。ISBN 978-4-385-10603-8